# 27864 Antongraff
27864 Antongraff è un asteroide della fascia principale. Scoperto nel 1995, presenta un'orbita caratterizzata da un semiasse maggiore pari a 2,7592533 UA e da un'eccentricità di 0,1401407, inclinata di 9,40653° rispetto all'eclittica.